# Anne Nuorgam
Anne Nuorgam, samisch: Geađgenjár' Niillas Ásllat Ánne, (geb. am 22. Dezember  1964 in Utsjoki) ist eine finnisch-samische Politikerin und war von 2019 bis 2022 Vorsitzende des Ständigen Forums für indigene Angelegenheiten (UNPFII) der Vereinten Nationen.

## Herkunft und Ausbildung
Anne Nuorgam wurde 1964 im nordfinnischen Utsjoki geboren. Sie erwarb einen Master-Abschluss in Rechtswissenschaften und forscht heute über öffentliches Recht an der Universität Lappland mit Schwerpunkt auf samisches Recht. Sie ist Mutter von zwei Töchtern (geboren 1987 und 2003).  

## Politische Tätigkeit
Nuorgam ist langjährige Vorsitzende des Samenrates. Seit 2000 ist sie Mitglied des Sameting, der parlamentarischen Vertretung der finnischen Samen. Aktuell ist sie Leiterin der Menschenrechtsabteilung des Samenrates.
Von 2016 bis 2022 war sie als Repräsentantin der arktischen indigenen Völker (Samen und Inuit) Mitglied im Ständigen Forum für indigene Angelegenheiten der Vereinten Nationen. Seit dem 22. April 2019 war sie Vorsitzende des Gremiums. Als Schwerpunkteziele ihrer Arbeit gab sie an, die indigenen Sprachen vor dem Aussterben zu bewahren, indigene Konflikte zu lösen (z. B. um Fischereirechte) und die Rolle der indigenen Völker bei der Bekämpfung der Globalen Erwärmung zu stärken.